# 松永貞市

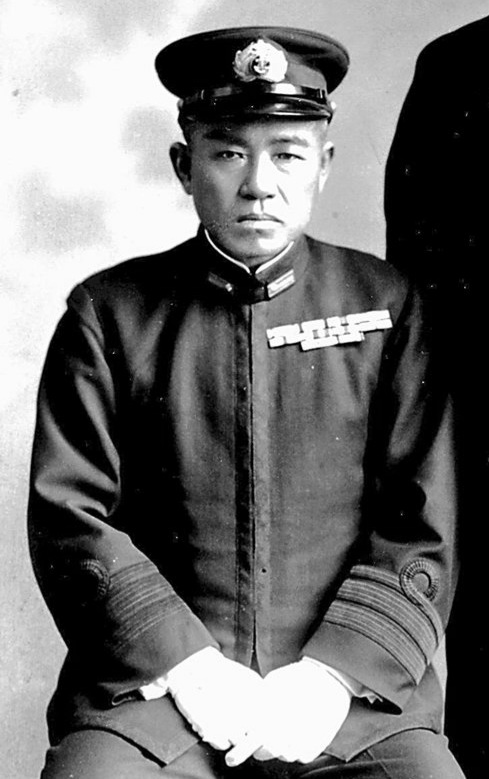

松永 貞市（まつなが さだいち、1892年（明治25年）4月25日 - 1965年（昭和40年）12月2日）は、日本の海軍軍人。最終階級は海軍中将。旧姓は納富。第22航空戦隊司令官としてマレー沖海戦を指揮した。佐賀県出身。

## 経歴
1892年4月25日、佐賀県土井内で納富鐘三郎の次男として生まれる。海軍で任官したのちに親戚の松永イツヨと結婚し、松永家の婿養子となり、松永姓となった。琴古流荒木派尺八演奏家の納富寿童は親戚。長男に松永市郎（最終階級は海軍大尉）がいる。市郎の娘で、iモードの産みの親・松永真理は孫。松永氏は、筑前に移り住んだ松永久通（大和の戦国大名・松永久秀の嫡男）の子で筑前博多にて質屋を開業し豪商となった松永彦兵衛（一丸）の子孫が後に佐賀藩士となったもので、佐賀藩士・千葉頼母組の組士375石拝領・鹿島住の松永宗伴、小笠原鹿島藩士（佐賀藩支藩）田中大炊組・鹿島住の松永所右衛門が同門であり、商人から武将となり再び商人へと戻り藩に入り藩士となった家系とする見解もある。
南茂安小学校、佐賀中学校を経て、1910年9月12日に海軍兵学校41期に入学、1913年12月19日に卒業、少尉候補生となる。卒業時の席次は118名中8番。同期に草鹿龍之介・大田実・田中頼三・大森仙太郎らがいる。1914年12月1日、少尉任官。1916年12月11日、中尉に昇進。1919年12月1日、大尉に昇進。1925年12月1日、少佐に昇進。1930年12月1日、中佐に昇進。1934年11月15日、大佐に昇進。1935年10月7日、洲埼 (給油艦)艦長に就任。1936年4月25日、五十鈴 (軽巡洋艦)艦長に就任。1940年11月1日、少将に昇進し、第二連合航空隊司令官に就任。
1941年1月、第22航空戦隊司令官に就任。12月太平洋戦争勃発。12月10日、マレー沖海戦を指揮。攻撃機を出撃させ、イギリス海軍東洋艦隊のプリンス・オブ・ウェールズ、レナウン級巡洋戦艦レパルスの撃沈に成功する。航行中の戦艦を航空機だけで撃沈した世界初の海戦となった。
1944年3月1日、第27航空戦隊司令官に就任し、硫黄島に赴任。病気を患いアメリカ軍上陸前に本土に帰還した。後任には海軍兵学校同期で同郷の市丸利之助が就任したが戦死している。
1944年5月27日、海軍記念日で三沢基地において、いまで言うところの「基地祭」あるいは「オープンハウス」が予定されていた。だが直前になって第27航空戦隊の先任参謀が、非常時においてもってのほかと中止を言い渡した。だがそれは第27航空戦隊司令官・松永中将も知らない先任参謀の独断であり、松永中将は屋台で汁粉を食べるのを楽しみにしていたのに、それを奪われた恰好になった。翌日、隊員たち総員のマラソン大会が命令され、隊員たちは三沢基地を一周する事になった。そしてそのマラソンには例の先任参謀も加わり、最後にゴールした。このマラソン大会を命令したのは、汁粉を食べそこなった松永中将だったとする意見もある。
1944年8月、練習連合航空総隊兼第11連合航空隊司令官に就任。2月16日、各連合航空隊に対して特攻訓練の実施を命令した。3月1日、練習連合航空総隊は解体され、各連合航空隊で第十航空艦隊が編成された。
1945年8月、終戦。1947年11月、公職追放の仮指定を受けた。
戦後は佐賀県で農業に従事。1965年12月2日、自宅で死去。

## 年譜
- 1892年（明治25年）4月25日、佐賀県で生誕。
- 1913年（大正2年）12月19日、海軍兵学校41期生を卒業。
- 1914年（大正3年）12月1日、少尉任官。
- 1916年（大正5年）12月11日、中尉。
- 1919年（大正8年）12月1日、大尉。
- 1920年（大正9年）12月、駆逐艦「桂」乗組。
- 1921年（大正10年）12月、駆逐艦「柿」乗組。
- 1922年（大正11年）11月、佐世保鎮守府副官兼参謀。
- 1924年（大正13年）12月、戦艦「比叡」副砲長。
- 1925年（昭和元年）12月1日、少佐。
- 1930年（昭和5年）12月1日、中佐。
- 1934年（昭和9年）11月15日、大佐。
- 1935年（昭和10年）10月7日、洲埼 (給油艦)艦長に就任。
- 1936年（昭和11年）4月25日、五十鈴 (軽巡洋艦)艦長に就任。
- 1940年（昭和15年）11月、少将に昇進。
- 1941年（昭和16年）1月、第22航空戦隊司令官に就任。
- 1942年（昭和17年）5月、第12連合航空隊司令官に就任。
- 1943年（昭和18年）9月、横須賀鎮守府参謀長に就任。
- 1943年（昭和18年）11月、中将に昇進。
- 1944年（昭和19年）3月、第27航空戦隊司令官に就任。
- 1944年（昭和19年）8月、練習連合航空総隊兼第11連合航空隊司令官に就任。
- 1945年（昭和20年）3月、軍令部出仕。
- 1945年（昭和20年）6月、第2海軍技術廠長に就任。
- 1945年（昭和20年）9月、予備役。

## 栄典
勲章
- 1945年（昭和20年）7月25日  - 勲一等瑞宝章[7]